# Acacia neglecta
Acacia neglecta é uma espécie de leguminosa do gênero Acacia, pertencente à família Fabaceae.